# Região Geográfica Imediata de Caratinga

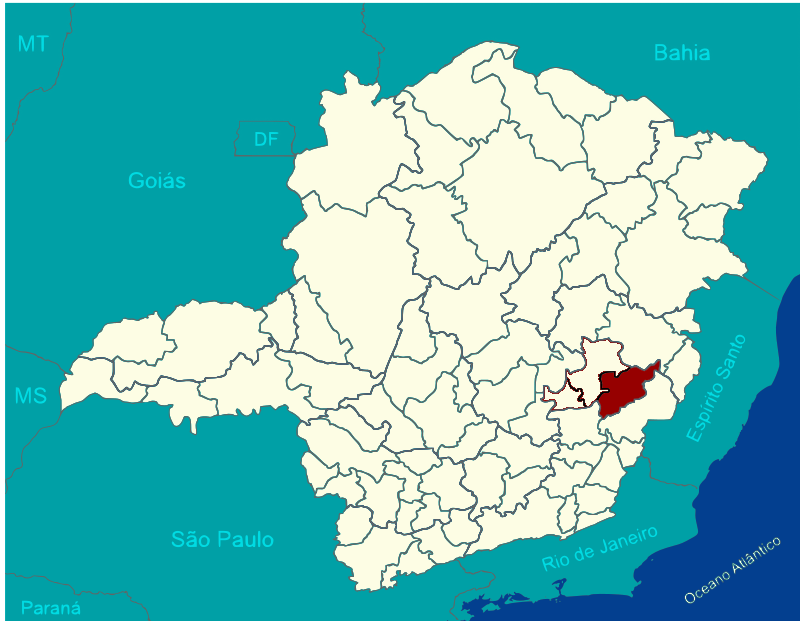
Região Geográfica Imediata de Caratinga.

A Região Geográfica Imediata de Caratinga é uma das 70 regiões geográficas imediatas do Estado de Minas Gerais, uma das três regiões geográficas imediatas que compõem a Região Geográfica Intermediária de Ipatinga e uma das 509 regiões geográficas imediatas do Brasil, criadas pelo IBGE em 2017.

## Municípios
É composta por 16 municípios:
- Alvarenga

- Bom Jesus do Galho

- Caratinga

- Córrego Novo

- Entre Folhas

- Imbé de Minas

- Inhapim

- Piedade de Caratinga

- Raul Soares

- Santa Bárbara do Leste

- Santa Rita de Minas

- São Domingos das Dores

- São Sebastião do Anta

- Ubaporanga

- Vargem Alegre

- Vermelho Novo

## Estatísticas
Tem uma população estimada pelo IBGE para 1.º de julho de 2017 de 233 570 habitantes e área total de 5 085,173 km².